# Любомирская, София
Софья Красинская (в 1-м браке — Тарло, во 2-м браке — княгиня Любомирская; пол. Zofia z Krasińskich Lubomirska; 1718 — 27 октября 1790) — польская дворянка и филантроп, участница Радомской и Барской конфедераций. Опекун своей племянницы Франчески, будущей супруги Карла Саксонского.

## Биография

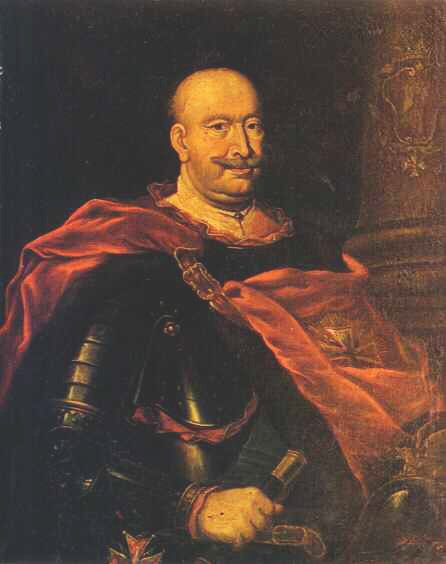
Ян Тарло (1684—1750), первый муж Софьи

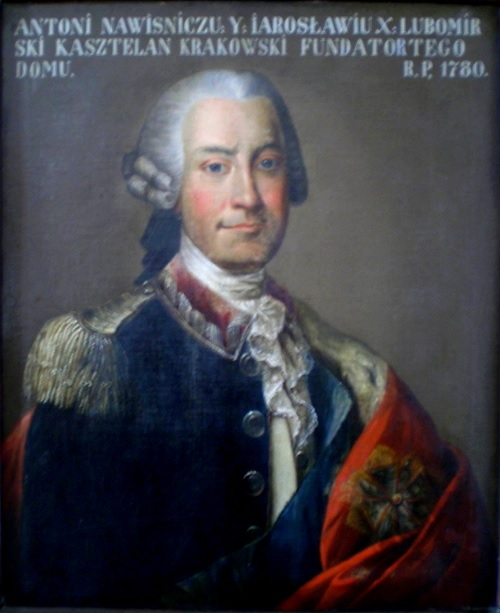
Антоний Любомирский (1718—1782), второй муж Софьи

Родилась в 1718 году в Сандомирском воеводстве. Дочь каштеляна вислицкого Александра Красинского (ок. 1690—1730) и Соломеи Тржцинской. По словам историка Владислава Конопчинского, образование её было -  «средним, но за всю жизнь она проявила много здравого смысла и не раз даже политического разума».
В 1746 году София Красинская впервые вышла замуж за Яна Тарло (1684—1750), графа на Радзине, воеводу и генерала Подольской земли (для которого это был четвёртый брак). После смерти мужа в 1750 году она унаследовала Ополе-Любельске. В 1751 году учредила в Ополе новую больницу.
В 1752 году, после умершего безродного родственника, Блажея Красинского, Софья получила часть его наследства, Добромиль, который она обменяла на Медыку, а также Рогатин и Верхрату.
В 1754 году она снова вышла замуж за князя Антония Любомирского (1718—1782), воеводу любельского, который развёлся со своей первой женой Аполлонией Устшицкой (1734—1814). Единственный их ребёнок умер в детстве. Успешные земельные сделки её мужа, уже владельца Богухвалы и Пшеворска, приблизили её к рангу магнатки. После смерти родителей молодой племянницы, Франчески Красинской (1742—1796), и её спорной свадьбы с герцогом Курляндским Карлом Кристианом Веттином, сыном короля Речи Посполитой Августа III и Марии Йозефы Австрийской, Софья и Антоний Любомирские стали её опекунами, а также в меньшей степени трёх её сестер, что повлияло на их политические взгляды впоследствии.
По сообщениям, она убедила Антония Любомирского прекратить союз с Австрией и вместо этого стать французским агентом, приняв союз с Францией. И её первый супруг, и её брат Станислав были сторонниками Франции.

## Деятель просвещения

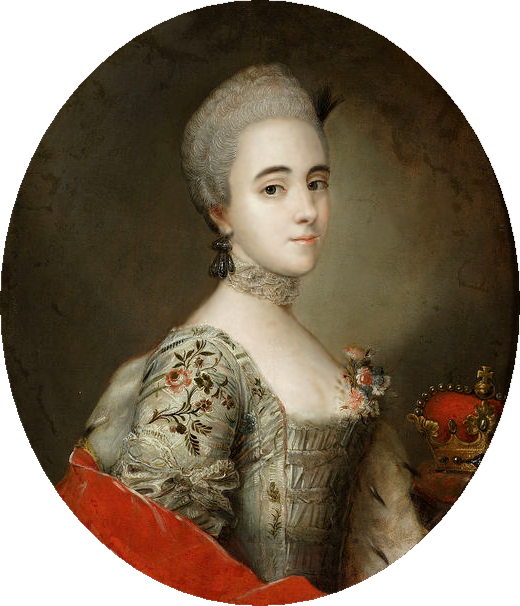
Франческа Красинская (1742—1796)

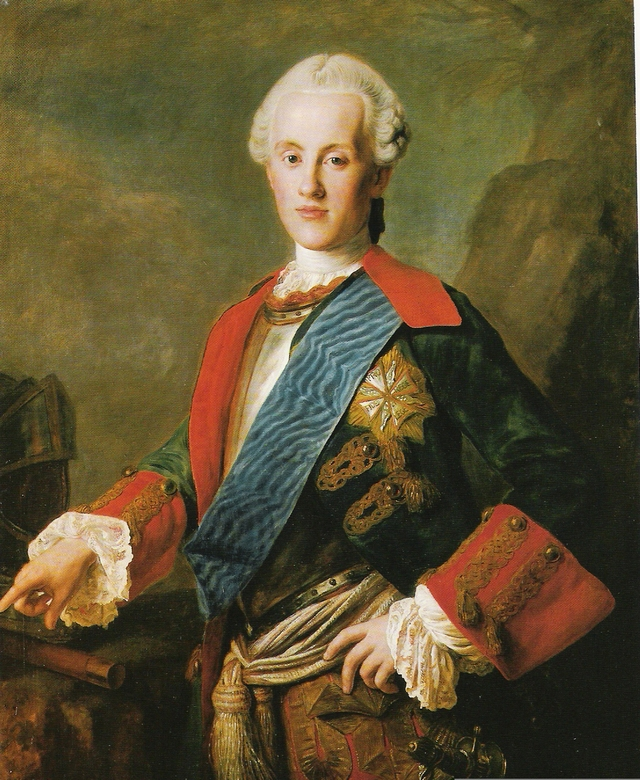
Карл Саксонский (1733—1796)

Узнав об этом после этого события, Софья Любомирская выступила против брака своей племянницы Франчески Корвин-Красинской с Карлом Саксонским, герцогом Курляндским, но уступила, поддавшись уговорам мужа и брата, которые рассматривали это как продвижение по службе, поскольку у Карла были перспективы на польский престол. Она и Август Александр Чарторыйский настаивали на том, чтобы брак был законным и публичным. Однако за границей, за пределами польских шляхетских кругов, это считалось морганатическим браком. Во время междуцарствия 1763—1764 годов она поддерживала кандидатуру Карла Саксонского на польский престол, одновременно пытаясь построить мост между Патриотической партией, которую она представляла, и Фамилией (политической партией) своего союзника Чарторыйского. Во время Радомской конфедерации она посетила Варшаву со своей племянницей Франческой. В 1769—1770 годах вела переговоры с князьями Августом Чарторыйским и Станиславом Любомирским (1722—1782) о присоединении их к Тарговицкой конфедерации . Поддерживала тесные контакты со своим старшим кузеном Адамом Станиславом Красинским, епископом Каменецким.
В 1770 году она написала два политических комментария о польской политике, в которых выступала за реформу прав дворянства, а также за реформу гражданской и судебной систем. Большую часть своей жизни она провела в своих владениях в Ополе, Пшеворске и Добромиле, где она реформировала сельское хозяйство и управление скотом. Она создала обширную текстильную фабрику с помощью иностранного опыта. После падения Радомской конфедерации она жила в своем дворце в Пшеворске с Франческой Красинской, которую она в конце концов воссоединила со своим мужем Карлом в Ополе в 1775 году. У них была одна выжившая дочь, Мария Кристина, потомки которой стали членами Итальянской монархии. В 1781 году Софья Любомирская принимала великого князя Павла Петровича в Ополе под видом господина дю Нора, а в 1787 году — польского короля Станислава Августа Понятовского.

## Администратор и предприниматель

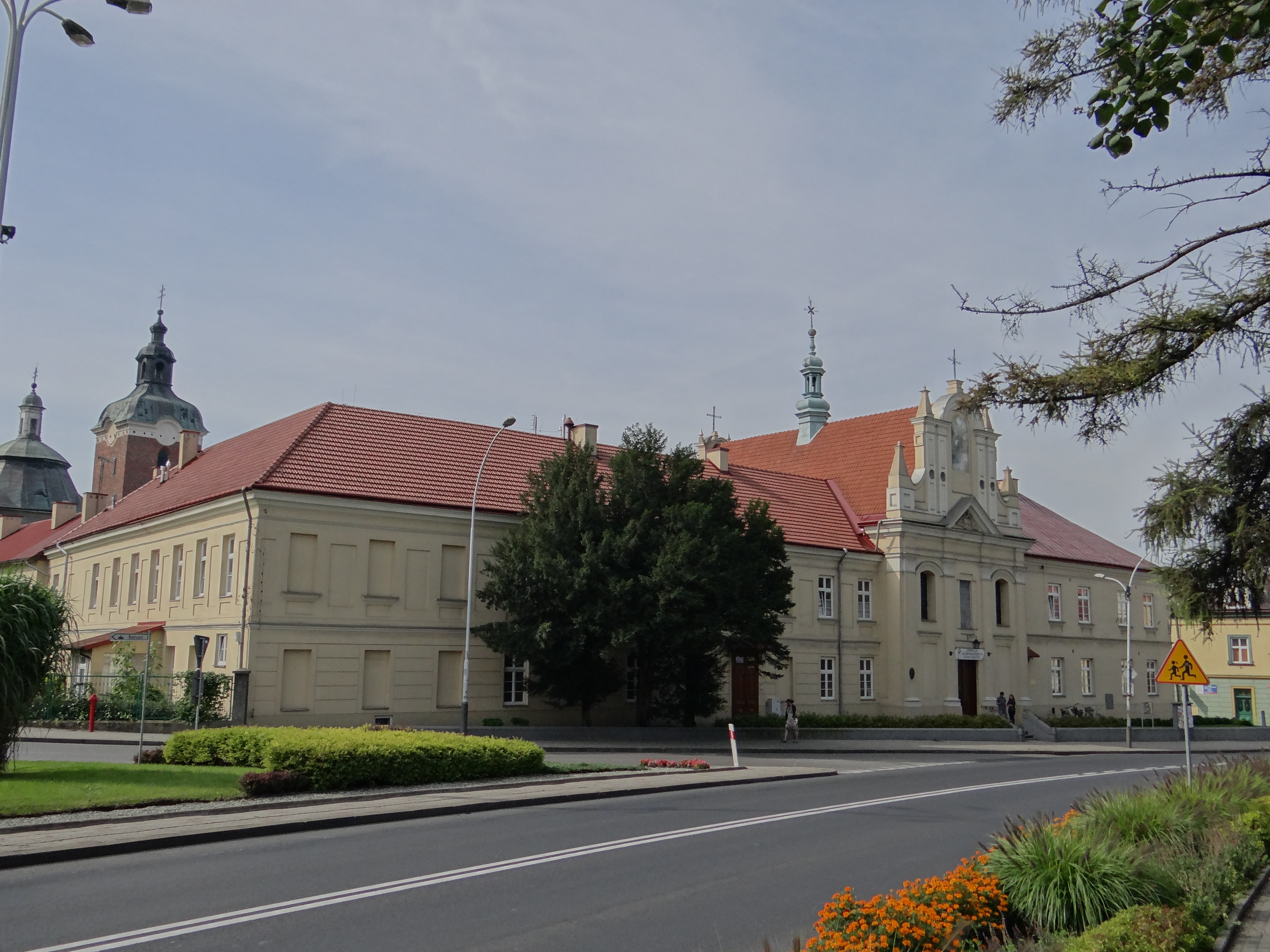
Церковь Снежной Богоматери при женском монастыре Сестер милосердия, основанном Антонием и Софьей Любомирскими в Пшеворске

Софья Любомирская перестраивала здания, особенно дворцы в своих поместьях, с помощью ведущих архитекторов и дизайнеров. В городе Пшеворске, помимо текстильной фабрики, она создала шелковое производство, производящее знаменитые витиеватые ленты, любимые многими польскими дворянами, Pas kontuszowy. Она была известна как покровительница искусств, особенно литературных авторов. После смерти своего первого мужа Яна она основала новую больницу в Ополе. Вместе со своим вторым мужем Антонием она основала церковь и монастырь для конгрегации сестер милосердия в Пшеворске.
Умерла вдовой в Варшаве 27 октября 1790 года.